# Aserbaidschanische Technische Universität
Die Aserbaidschanische Technische Universität (AzTU) (aserbaidschanisch Azərbaycan Texniki Universiteti; russisch Азербайджанский технический университет) ist eine Universität in der aserbaidschanischen Hauptstadt Baku.
Die Gründung erfolgte 1950, seinerzeit fand nur die Ingenieurausbildung statt.
Die Universität bildet circa 5600 Studenten an acht Fakultäten aus. An den 46 Lehrstühlen lehren 70 Professoren und über 600 Dozenten in den Bachelor und Masterstudiengängen.
Die Universität pflegt Hochschulpartnerschaften insbesondere in den USA, den Niederlanden, Deutschland, der Türkei und Russland.

## Fakultäten
- Automatisierung und Informationstechnik
- Energietechnik
- Maschinenbau
- Metallurgie
- Ingenieurökonomie und -management
- Transportwesen
- Funk- und Kommunikationstechnik
- Auslandsstudien